# 宏川路（石浦）
'宏川路'是石浦街道的一条主要道路，沟通了建材市场和赵屯

## 简介
宏川路是石浦主要道路之一（另外一条街是兴浦街）。它曾于2012年进行翻修并铺上沥青。石浦主要对外公交112路在此路上有两个车站。